# Polyalthia longifolia
Polyalthia longifolia är en kirimojaväxtart som först beskrevs av Pierre Sonnerat, och fick sitt nu gällande namn av George Henry Kendrick Thwaites. Polyalthia longifolia ingår i släktet Polyalthia och familjen kirimojaväxter. Inga underarter finns listade i Catalogue of Life.

## Bildgalleri

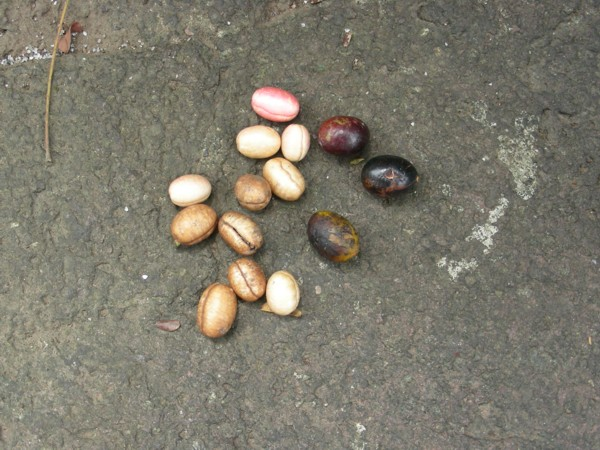
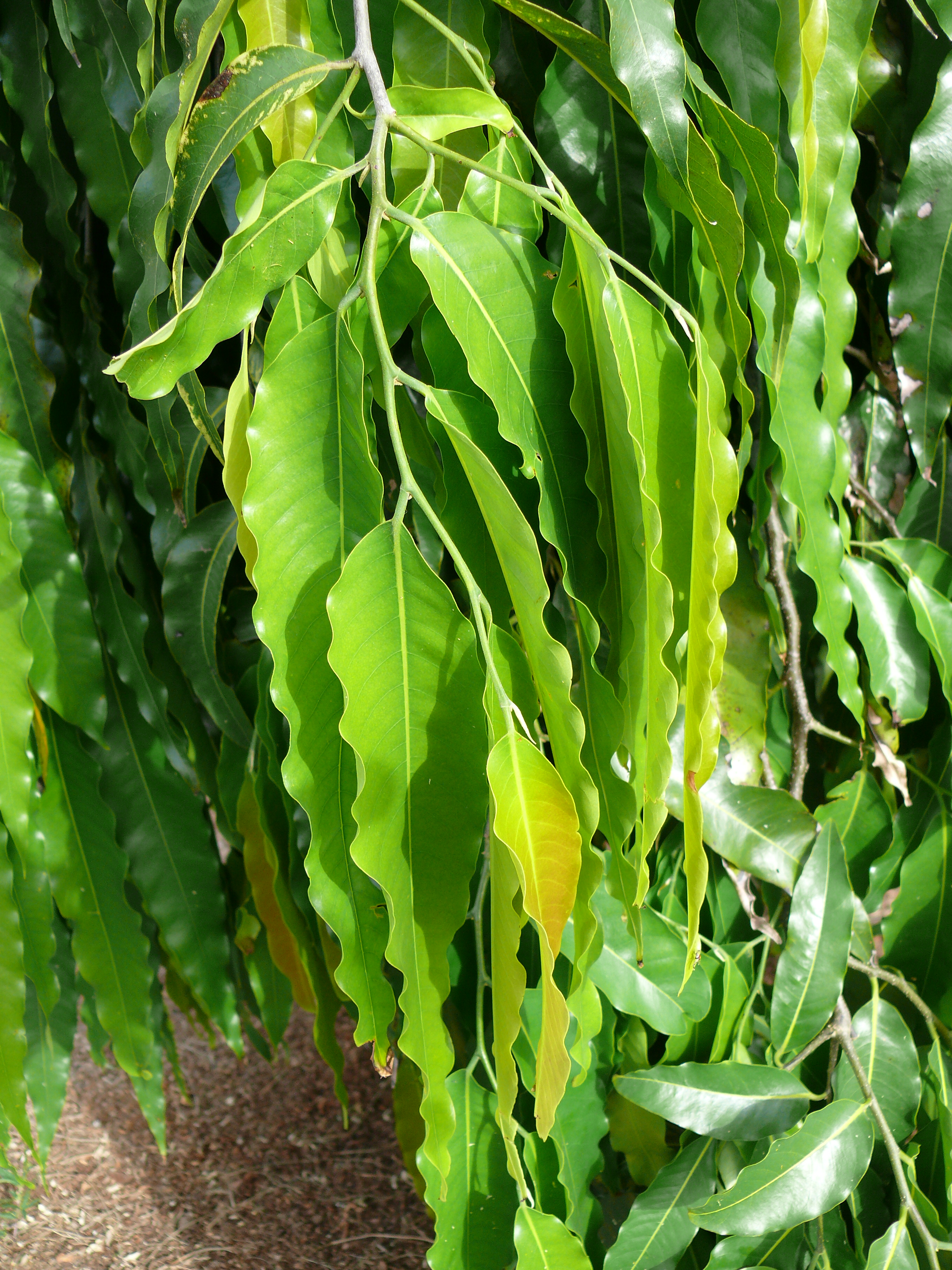
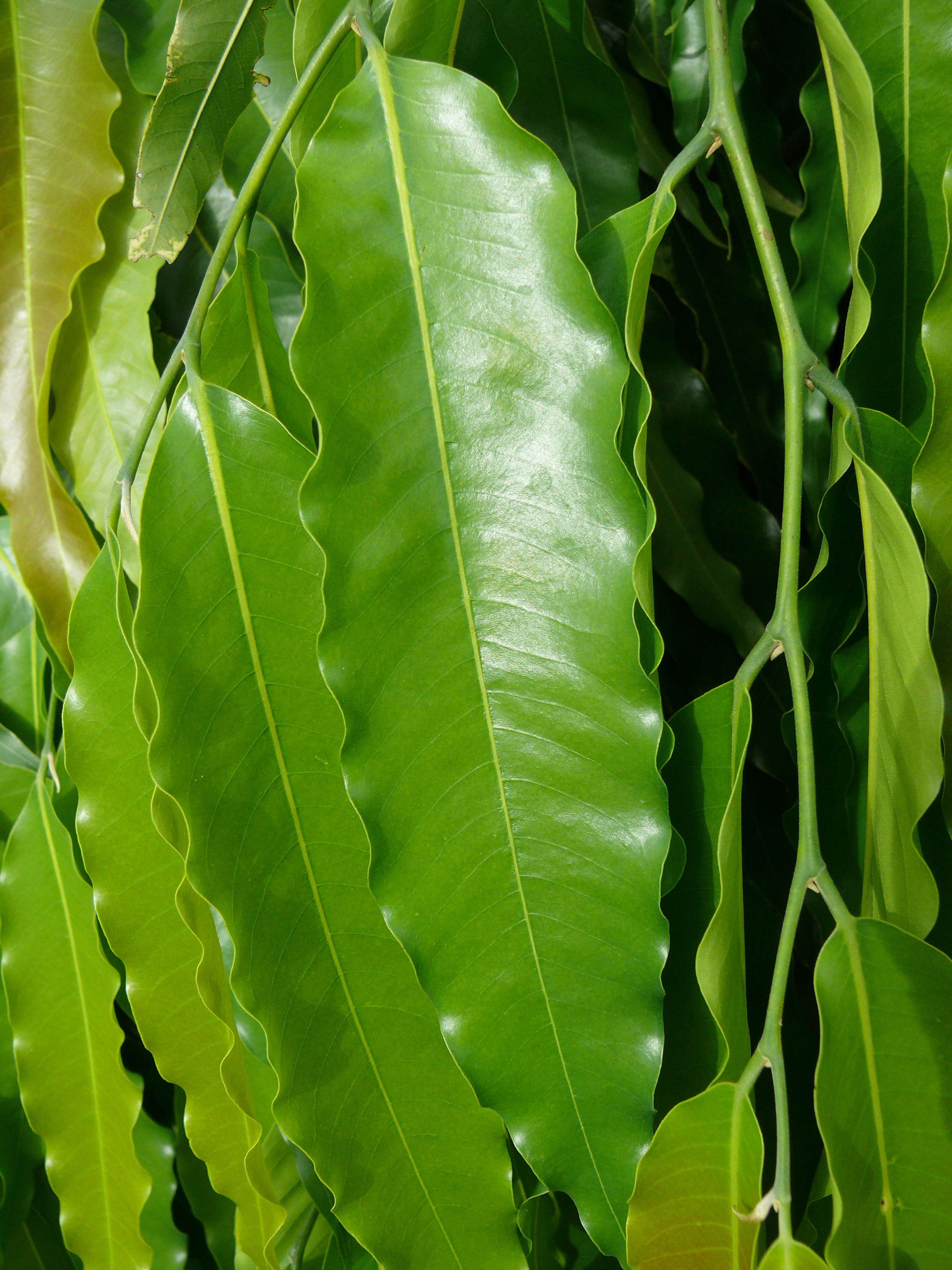
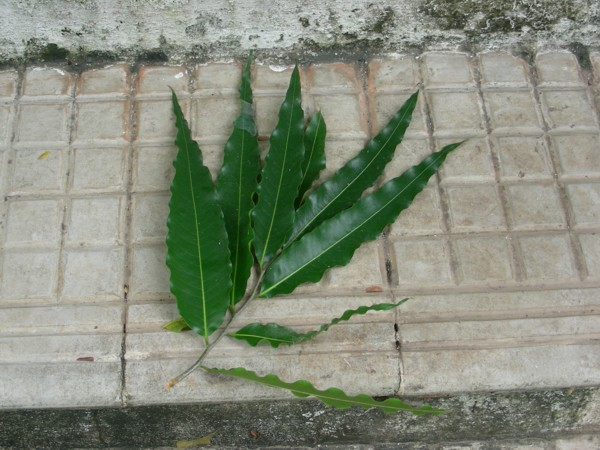
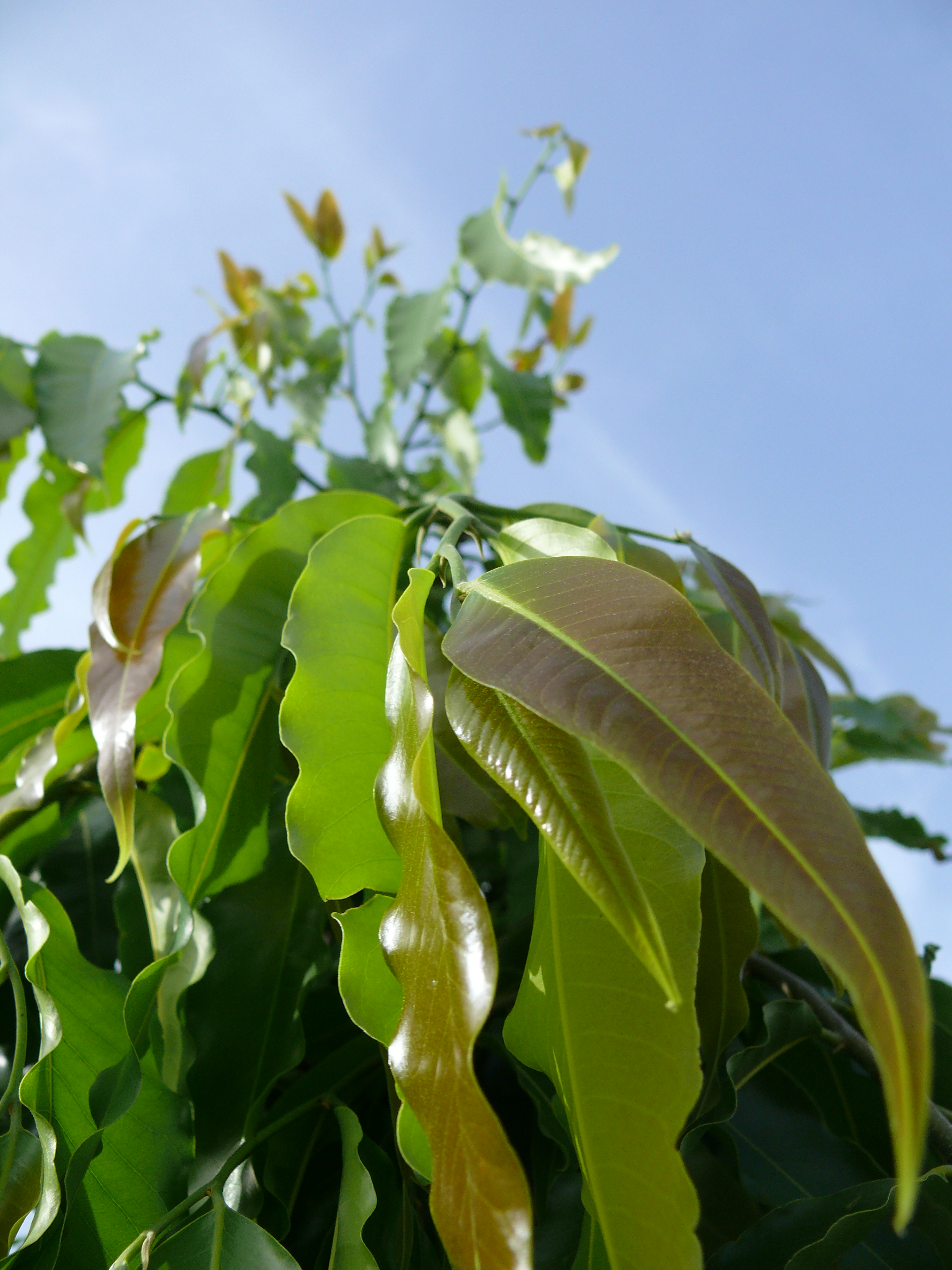
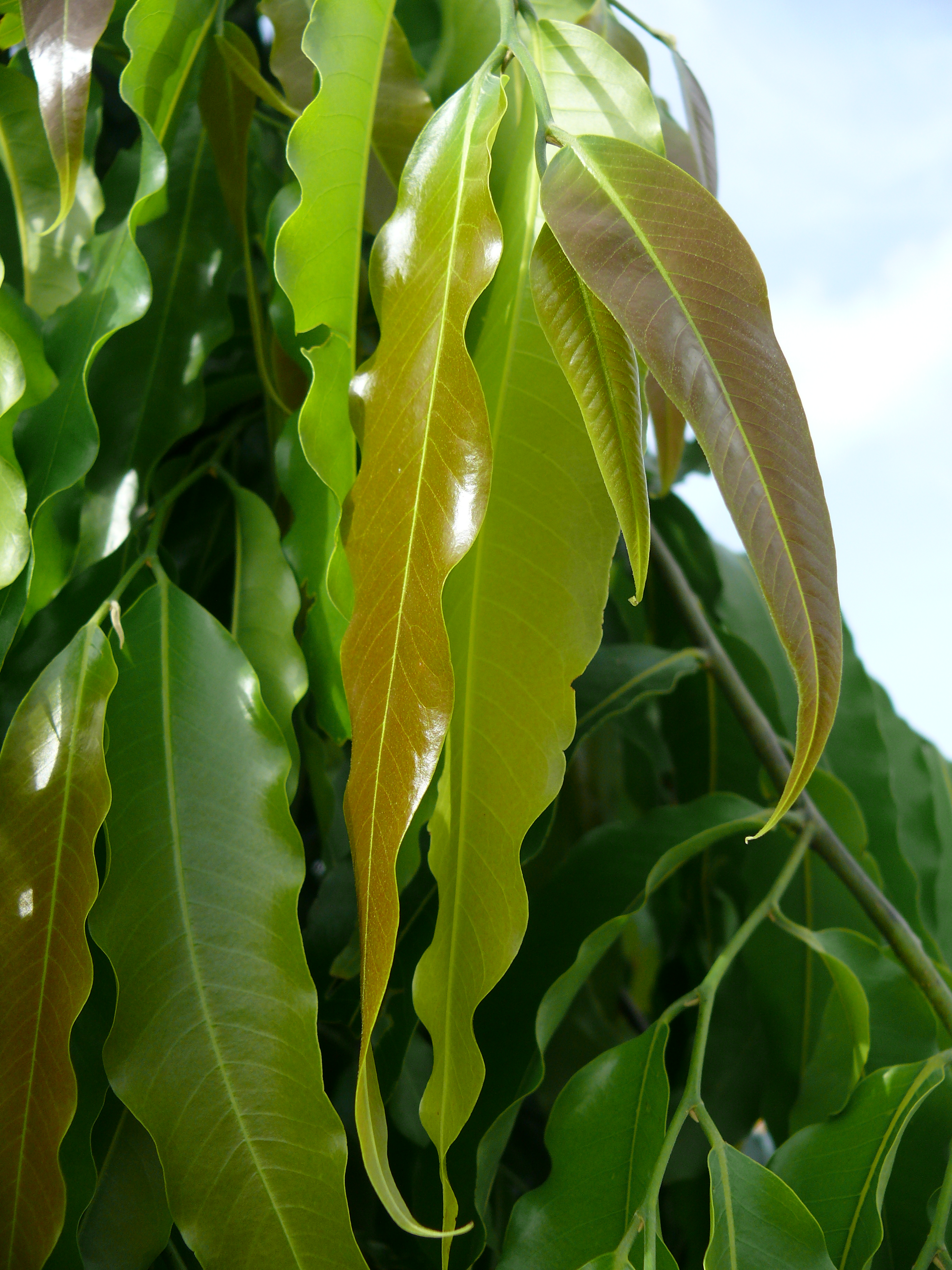